# Премия имени Анны Политковской
Пре́мия и́мени А́нны Политко́вской — премия, учреждённая международной неправительственной организацией «RAW in War» («Reach All Women in War» (Помочь каждой женщине в огне войны) и названная в память убитой в России журналистки Анны Политковской.
Учреждение данной премии поддержали 100 видных представителей мировой общественности, среди которых: Вацлав Гавел, Андре Глюксманн, Збигнев Бжезинский, Елена Боннэр, Людмила Алексеева, Сергей Ковалёв, Владимир Буковский, лорд Фрэнк Джадд, Ванесса Редгрейв и другие.

## Лауреаты премии
- 2007: Наталья Эстемирова — российская журналистка, сотрудница Правозащитного центра «Мемориал» в Чечне.
- 2008: Малалай Джоя — журналистка и правозащитница из Афганистана.
- 2009: «Миллион подписей за отмену дискриминационных законов» — иранское женское движение.
- 2010: Халима Башир — суданская правозащитница.
- 2011: Разан Зейтуне — сирийская правозащитница, адвокат и журналистка, основательница сайта Syrian Human Rights Information Link.
- 2012: Мэри Колвин — военная корреспондентка британской газеты Sunday Times.
- 2013: Малала Юсуфзай — пакистанская правозащитница, выступающая за доступность образования для девочек во всём мире.
- 2014: Виан Дахиль — депутат парламента Ирака, представительница езидского меньшинства в нём.
- 2015: Холуд Валид — сирийская журналистка.
- 2016:
  - Джинет Бедойя Лима[англ.] — колумбийская журналистка и правозащитница;
  - Валентина Череватенко[англ.] — российская правозащитница, председательница организации «Женщины Дона».
- 2017: Гаури Ланкеш — индийская журналистка; и Гюлалай Исмаиль — паштунская правозащитница из Пакистана.
- 2018[2]:
  - Биналакшми Непрам[англ.] — индийская правозащитница из штата Манипур;
  - Светлана Алексиевич — журналистка и писательница из Беларуси, лауреат Нобелевской премии по литературе 2015 года.
- 2019: Алекс Кроуфорд[англ.] — британская журналистка[3].
- 2020: Радхья аль-Мутавакель[англ.] — правозащитница из Йемена[4].
- 2021: Фавзия Куфи[англ.] — афганская правозащитница.
- 2022[5]:
  - Светлана Ганнушкина — российская правозащитница, председательница Комитета «Гражданское содействие»;
  - Татьяна Соколова — украинская акушерка.
- 2023: Люси Касса — эфиопская журналистка[6].
- 2024: палестинские журналистки, освещающие войну в секторе Газа[7].

## Критика
В октябре 2024 года сама премия и вручавшая её Светлана Алексиевич подверглись критике из-за вручения премии палестинской журналистке и активистке Хинд аль-Худари. Критика была вызвана тем фактом, что получившая правозащитную премию Хинд до нападения ХАМАСа на Израиль писала доносы для ХАМАСа и занималась травлей нацеленных на мир палестинцев внутри Газы, так как считает «грехом» нормализацию отношений с «врагом» (Израилем).